# Mistrzostwa Europy w Piłce Ręcznej Kobiet 2014
XI Mistrzostwa Europy w Piłce Ręcznej Kobiet – zawody sportowe rangi mistrzowskiej organizowane przez EHF, które odbywały się w dniach 7–21 grudnia 2014 roku na Węgrzech i w Chorwacji. W turnieju wystąpiło szesnaście zespołów, automatycznie do mistrzostw zakwalifikowały się Węgierki i Chorwatki jako gospodarze imprezy. O pozostałe czternaście miejsc rywalizowano w eliminacjach od października 2013 do czerwca 2014 roku. Turniej służył jako jedna z kwalifikacji do Letnich Igrzysk Olimpijskich 2016 oraz Mistrzostw Świata 2015, na które awans uzyskał triumfator zawodów.
Po raz szósty w historii zwyciężyły Norweżki, wygrywając w finale z Hiszpankami 28–25, natomiast w meczu o brązowy medal Szwedki pokonały obrończynie tytułu, Czarnogórki, 25–23.
Sygnał telewizyjny docierał do 145 krajów za pośrednictwem 85 stacji, zawody były również transmitowane w Internecie. Na końcowej konferencji prasowej organizatorzy wyrazili zadowolenie z wyników oglądalności.

## Wybór organizatora
W czerwcu 2009 roku EHF ustaliła ramy czasowe wyboru organizatora oraz samego turnieju. Wstępne zainteresowanie organizacją mistrzostw wyraziły Słowenia, Szwajcaria i Turcja. W upływającym 7 października 2009 roku ostatecznym terminie składania oficjalnych aplikacji swe kandydatury złożyły Słowenia i Turcja. Po akceptacji obu ofert przez Zarząd EHF miały one zostać poddane pod głosowanie podczas X Kongresu EHF w Kopenhadze we wrześniu 2010 roku, jednak w związku z wycofaniem się obu krajów z kandydowania został rozpisany nowy konkurs. Wstępne zainteresowanie do 29 października wyraziły Chorwacja, Islandia, Słowacja, Szwecja, Węgry i ponownie Turcja. Oficjalne kandydatury do 29 stycznia 2011 roku złożyły Słowacja, Turcja i wspólnie Węgry z Chorwacją. Po przeprowadzonych przez EHF inspekcjach została odrzucona aplikacja Słowacji z powodu niemożności zagwarantowania czterech hal o wymaganych parametrach. Pozostałe dwie kandydatury zostały przedstawione Zarządowi EHF, który na spotkaniu 9 kwietnia 2011 roku zdecydował o powierzeniu organizacji mistrzostw Chorwacji i Węgrom.

## Obiekty
Podczas prezentacji logo mistrzostw w połowie grudnia 2012 roku przedstawiono wstępną listę miast, w których odbędą się mistrzostwa – obejmowała ona węgierskie Debreczyn, Veszprém, Győr i Budapeszt oraz chorwackie Varaždin, Zagrzeb, Split i Poreč. W maju 2013 roku potwierdzono listę obiektów, na której nie znalazły się hale z Veszprém i Splitu. Na ostatecznej liście opublikowanej w maju 2014 roku Poreč został zastąpiony przez Osijek.
| Węgry                  |                        | Chorwacja           |
| ---------------------- | ---------------------- | ------------------- |
| Budapeszt              | ZagrzebVaraždinOsijek  | Zagrzeb             |
| Papp László Sportaréna | ZagrzebVaraždinOsijek  | Arena Zagreb        |
| Pojemność: 12 500      | ZagrzebVaraždinOsijek  | Pojemność: 15 200   |
|                        | ZagrzebVaraždinOsijek  |                     |
| Debreczyn              | ZagrzebVaraždinOsijek  | Varaždin            |
| Főnix Csarnok          | ZagrzebVaraždinOsijek  | Varaždin Arena      |
| Pojemność: 9000        | ZagrzebVaraždinOsijek  | Pojemność: 5033     |
|                        | ZagrzebVaraždinOsijek  |                     |
| Győr                   | BudapesztDebreczynGyőr | Osijek              |
| Audi Aréna Győr        | BudapesztDebreczynGyőr | Dvorana Gradski vrt |
| Pojemność: 5500        | BudapesztDebreczynGyőr | Pojemność: 3500     |
|                        | BudapesztDebreczynGyőr |                     |

Mecze fazy grupowej odbędą się w Győr (grupa A), Debreczynie (grupa B), Varaždinie (grupa C) i Osijeku (grupa D). Faza zasadnicza będzie rozgrywana w halach w Debreczynie (grupa I dla zespołów z grup A i B) i Zagrzebiu (grupa II dla zespołów z grup C i D). Decydujące spotkania w ramach fazy finałowej będą odbywać się w Budapeszcie.
Sprzedaż biletów rozpoczęła się w lipcu 2014 roku. Ceny najtańszych wejściówek na fazę wstępną kształtowały się od 6 do 30 euro, wstęp na hale podczas fazy zasadniczej kosztował minimum 11 i 20 euro, zaś na finał 50 euro.

## Zespoły
| Kraj       | Strefa kwalifikacyjna                | Mistrzostwa 2012 |
| ---------- | ------------------------------------ | ---------------- |
| Chorwacja  | Gospodarz                            | 13. miejsce      |
| Węgry      | Gospodarz                            | 3. miejsce       |
| Dania      | 1. miejsce w 1. grupie eliminacyjnej | 5. miejsce       |
| Ukraina    | 2. miejsce w 1. grupie eliminacyjnej | 14. miejsce      |
| Francja    | 1. miejsce w 2. grupie eliminacyjnej | 9. miejsce       |
| Słowacja   | 2. miejsce w 2. grupie eliminacyjnej | -                |
| Czarnogóra | 1. miejsce w 3. grupie eliminacyjnej | 1. miejsce       |
| Polska     | 2. miejsce w 3. grupie eliminacyjnej | -                |
| Hiszpania  | 1. miejsce w 4. grupie eliminacyjnej | 11. miejsce      |
| Holandia   | 2. miejsce w 4. grupie eliminacyjnej | -                |
| Szwecja    | 1. miejsce w 5. grupie eliminacyjnej | 8. miejsce       |
| Serbia     | 2. miejsce w 5. grupie eliminacyjnej | 4. miejsce       |
| Norwegia   | 1. miejsce w 6. grupie eliminacyjnej | 2. miejsce       |
| Rumunia    | 2. miejsce w 6. grupie eliminacyjnej | 10. miejsce      |
| Niemcy     | 1. miejsce w 7. grupie eliminacyjnej | 7. miejsce       |
| Rosja      | 2. miejsce w 7. grupie eliminacyjnej | 6. miejsce       |

## Losowanie grup
Losowanie grup turnieju głównego odbyło się 19 czerwca 2014 roku w Zagrzebiu o godzinie 13:00. Drużyny rozstawiono na podstawie wyników osiągniętych na Mistrzostwach Europy 2012 i eliminacji do ME 2014.
| Koszyk 1   |
| ---------- |
| Czarnogóra |
| Norwegia   |
| Węgry      |
| Szwecja    |

| Koszyk 2  |
| --------- |
| Dania     |
| Niemcy    |
| Francja   |
| Hiszpania |

| Koszyk 3  |
| --------- |
| Chorwacja |
| Serbia    |
| Rosja     |
| Rumunia   |

| Koszyk 4 |
| -------- |
| Ukraina  |
| Polska   |
| Słowacja |
| Holandia |

W wyniku losowania wyłonione zostały cztery grupy po cztery zespoły.
| Grupa A Győr |
| ------------ |
| Węgry        |
| Hiszpania    |
| Rosja        |
| Polska       |

| Grupa B Debreczyn |
| ----------------- |
| Norwegia          |
| Dania             |
| Rumunia           |
| Ukraina           |

| Grupa C Varaždin |
| ---------------- |
| Szwecja          |
| Niemcy           |
| Chorwacja        |
| Holandia         |

| Grupa D Osijek |
| -------------- |
| Czarnogóra     |
| Francja        |
| Serbia         |
| Słowacja       |

## Sędziowie
Sędziowie zawodów zostali wyznaczeni w połowie lipca 2014 roku i początkowo lista zawierała 15 par sędziowskich, lecz ostatecznie w październiku 2014 roku została ona zredukowana do 12 par sędziowskich. 
- Dalibor Jurinovic / Marko Mrvica
- Jiri Opava / Pavel Valek
- Dennis Engkebølle Stenrand / Anders Kaerlund Birch
- Andreu Marín Lorente / Ignacio García Serradilla
- Charlotte Bonaventura / Julie Bonaventura
- Peter Horvath / Marton Balasz
- Robert Schulze / Tobias Tönnies
- Vaidas Mazeika / Mindaugas Gatelis
- Vanja Antic / Jelena Jakovljevic
- Kjersti Arntsen / Guro Röen
- Duarte Santos / Ricardo Fonseca
- Diana Carmen Florescu / Anamaria Stoia
- Evgenij Zotin / Nikolaj Volodkov
- Peter Brunovsky / Vladimir Canda
- Kursad Erdogan / Ibrahim Özdeniz

Pogrubioną czcionką wyznaczono pary ostatecznie wyznaczone do sędziowania zawodów

## Składy
Szerokie składy liczące maksymalnie dwadzieścia osiem zawodniczek zgodnie z zasadami ustalonymi przez EHF były zgłaszane do 7 listopada 2014 roku. Na dzień przed rozpoczęciem zawodów (6 grudnia dla zespołów z grup A i B oraz 7 grudnia z grup C i D) reprezentacje ogłoszą oficjalne szesnastoosobowe składy, z którego w trakcie turnieju mogą wymienić maksymalnie trzy zawodniczki.

## Faza wstępna
Terminarz zawodów został ogłoszony na początku lipca 2014 roku.

### Grupa A (Győr)
| 7 grudnia 201418:00 | Hiszpania | 29:22(16:13) | Polska | Audi Aréna Győr, Győr Widzów: 3 500 Sędzia: Jurinović, Mrvica |
| 7 grudnia 201418:00 |           | 29:22(16:13) |        | Audi Aréna Győr, Győr Widzów: 3 500 Sędzia: Jurinović, Mrvica |

| 7 grudnia 201420:30 | Węgry | 29:29(14:15) | Rosja | Audi Aréna Győr, Győr Widzów: 4 800 Sędzia: Brunovský, Čanda |
| 7 grudnia 201420:30 |       | 29:29(14:15) |       | Audi Aréna Győr, Győr Widzów: 4 800 Sędzia: Brunovský, Čanda |

| 9 grudnia 201418:15 | Rosja | 24:25(14:13) | Hiszpania | Audi Aréna Győr, Győr Widzów: 2 500 Sędzia: Erdogan, Özdeniz |
| 9 grudnia 201418:15 |       | 24:25(14:13) |           | Audi Aréna Győr, Győr Widzów: 2 500 Sędzia: Erdogan, Özdeniz |

| 9 grudnia 201420:30 | Polska | 23:29(7:14) | Węgry | Audi Aréna Győr, Győr Widzów: 3 000 Sędzia: Opava, Válek |
| 9 grudnia 201420:30 |        | 23:29(7:14) |       | Audi Aréna Győr, Győr Widzów: 3 000 Sędzia: Opava, Válek |

| 11 grudnia 201418:15 | Rosja | 26:29(11:13) | Polska | Audi Aréna Győr, Győr Widzów: 4 100 Sędzia: Schulze, Tönnies |
| 11 grudnia 201418:15 |       | 26:29(11:13) |        | Audi Aréna Győr, Győr Widzów: 4 100 Sędzia: Schulze, Tönnies |

| 11 grudnia 201420:30 | Węgry | 26:27(13:13) | Hiszpania | Audi Aréna Győr, Győr Widzów: 4 800 Sędzia: Bonaventura, Bonaventura |
| 11 grudnia 201420:30 |       | 26:27(13:13) |           | Audi Aréna Győr, Győr Widzów: 4 800 Sędzia: Bonaventura, Bonaventura |

### Grupa B (Debreczyn)
| 7 grudnia 201418:15 | Norwegia | 27:19(16:7) | Rumunia | Főnix Csarnok, Debreczyn Widzów: 2 000 Sędzia: Bonaventura, Bonaventura |
| 7 grudnia 201418:15 |          | 27:19(16:7) |         | Főnix Csarnok, Debreczyn Widzów: 2 000 Sędzia: Bonaventura, Bonaventura |

| 7 grudnia 201420:30 | Dania | 32:23(14:11) | Ukraina | Főnix Csarnok, Debreczyn Widzów: 1 500 Sędzia: Erdoğan, Özdeniz |
| 7 grudnia 201420:30 |       | 32:23(14:11) |         | Főnix Csarnok, Debreczyn Widzów: 1 500 Sędzia: Erdoğan, Özdeniz |

| 9 grudnia 201418:15 | Rumunia | 29:29(16:12) | Dania | Főnix Csarnok, Debreczyn Widzów: 1 500 Sędzia: Brunovský, Čanda |
| 9 grudnia 201418:15 |         | 29:29(16:12) |       | Főnix Csarnok, Debreczyn Widzów: 1 500 Sędzia: Brunovský, Čanda |

| 9 grudnia 201420:30 | Ukraina | 23:34(13:17) | Norwegia | Főnix Csarnok, Debreczyn Widzów: 1 500 Sędzia: Schulze, Tönnies |
| 9 grudnia 201420:30 |         | 23:34(13:17) |          | Főnix Csarnok, Debreczyn Widzów: 1 500 Sędzia: Schulze, Tönnies |

| 11 grudnia 201418:15 | Rumunia | 23:22(12:9) | Ukraina | Főnix Csarnok, Debreczyn Widzów: 2 200 Sędzia: Jurinović, Mrvica |
| 11 grudnia 201418:15 |         | 23:22(12:9) |         | Főnix Csarnok, Debreczyn Widzów: 2 200 Sędzia: Jurinović, Mrvica |

| 11 grudnia 201420:30 | Norwegia | 27:21(12:13) | Dania | Főnix Csarnok, Debreczyn Widzów: 2 000 Sędzia: Opava, Válek |
| 11 grudnia 201420:30 |          | 27:21(12:13) |       | Főnix Csarnok, Debreczyn Widzów: 2 000 Sędzia: Opava, Válek |

### Grupa C (Varaždin)
| 8 grudnia 201418:00 | Niemcy | 26:29(11:12) | Holandia | Varaždin Arena, Varaždin Widzów: 2 000 Sędzia: Horváth, Márton |
| 8 grudnia 201418:00 |        | 26:29(11:12) |          | Varaždin Arena, Varaždin Widzów: 2 000 Sędzia: Horváth, Márton |

| 8 grudnia 201420:15 | Szwecja | 30:28(17:17) | Chorwacja | Varaždin Arena, Varaždin Widzów: 3 400 Sędzia: Zotin, Volodkov |
| 8 grudnia 201420:15 |         | 30:28(17:17) |           | Varaždin Arena, Varaždin Widzów: 3 400 Sędzia: Zotin, Volodkov |

| 10 grudnia 201418:00 | Holandia | 30:30(14:14) | Szwecja | Varaždin Arena, Varaždin Widzów: 1 500 Sędzia: Marín, García |
| 10 grudnia 201418:00 |          | 30:30(14:14) |         | Varaždin Arena, Varaždin Widzów: 1 500 Sędzia: Marín, García |

| 10 grudnia 201420:15 | Chorwacja | 24:26(14:13) | Niemcy | Varaždin Arena, Varaždin Widzów: 3 000 Sędzia: Florescu, Stoia |
| 10 grudnia 201420:15 |           | 24:26(14:13) |        | Varaždin Arena, Varaždin Widzów: 3 000 Sędzia: Florescu, Stoia |

| 12 grudnia 201418:00 | Szwecja | 39:32(23:17) | Niemcy | Varaždin Arena, Varaždin Widzów: 1 300 Sędzia: Stenrand, Birch |
| 12 grudnia 201418:00 |         | 39:32(23:17) |        | Varaždin Arena, Varaždin Widzów: 1 300 Sędzia: Stenrand, Birch |

| 12 grudnia 201420:15 | Chorwacja | 31:27(17:15) | Holandia | Varaždin Arena, Varaždin Widzów: 3 000 Sędzia: Arntsen, Røen |
| 12 grudnia 201420:15 |           | 31:27(17:15) |          | Varaždin Arena, Varaždin Widzów: 3 000 Sędzia: Arntsen, Røen |

### Grupa D (Osijek)
| 8 grudnia 201418:00 | Francja | 21:18(7:9) | Słowacja | Dvorana Gradski vrt, Osijek Widzów: 1 300 Sędzia: Stenrand, Birch |
| 8 grudnia 201418:00 |         | 21:18(7:9) |          | Dvorana Gradski vrt, Osijek Widzów: 1 300 Sędzia: Stenrand, Birch |

| 8 grudnia 201420:15 | Czarnogóra | 22:19(10:8) | Serbia | Dvorana Gradski vrt, Osijek Widzów: 2 200 Sędzia: Florescu, Stoia |
| 8 grudnia 201420:15 |            | 22:19(10:8) |        | Dvorana Gradski vrt, Osijek Widzów: 2 200 Sędzia: Florescu, Stoia |

| 10 grudnia 201418:00 | Serbia | 16:27(3:11) | Francja | Dvorana Gradski vrt, Osijek Widzów: 1 400 Sędzia: Horváth, Márton |
| 10 grudnia 201418:00 |        | 16:27(3:11) |         | Dvorana Gradski vrt, Osijek Widzów: 1 400 Sędzia: Horváth, Márton |

| 10 grudnia 201420:15 | Słowacja | 24:29(10:20) | Czarnogóra | Dvorana Gradski vrt, Osijek Widzów: 1 900 Sędzia: Arntsen, Røen |
| 10 grudnia 201420:15 |          | 24:29(10:20) |            | Dvorana Gradski vrt, Osijek Widzów: 1 900 Sędzia: Arntsen, Røen |

| 12 grudnia 201418:00 | Czarnogóra | 20:24(12:12) | Francja | Dvorana Gradski vrt, Osijek Widzów: 2 000 Sędzia: Zotin, Volodkov |
| 12 grudnia 201418:00 |            | 20:24(12:12) |         | Dvorana Gradski vrt, Osijek Widzów: 2 000 Sędzia: Zotin, Volodkov |

| 12 grudnia 201420:15 | Serbia | 21:23(11:6) | Słowacja | Dvorana Gradski vrt, Osijek Widzów: 2 600 Sędzia: Marín, García |
| 12 grudnia 201420:15 |        | 21:23(11:6) |          | Dvorana Gradski vrt, Osijek Widzów: 2 600 Sędzia: Marín, García |

## Faza zasadnicza

### Grupa I (Debreczyn)
| 13 grudnia 201416:00 | Polska | 19:28(9:9) | Dania | Főnix Csarnok, Debreczyn Widzów: 2 500 Sędzia: Erdoğan, Özdeniz |
| 13 grudnia 201416:00 |        | 19:28(9:9) |       | Főnix Csarnok, Debreczyn Widzów: 2 500 Sędzia: Erdoğan, Özdeniz |

| 13 grudnia 201418:15 | Hiszpania | 26:29(16:16) | Norwegia | Főnix Csarnok, Debreczyn Widzów: 4 000 Sędzia: Jurinović, Mrvica |
| 13 grudnia 201418:15 |           | 26:29(16:16) |          | Főnix Csarnok, Debreczyn Widzów: 4 000 Sędzia: Jurinović, Mrvica |

| 13 grudnia 201420:30 | Węgry | 20:19(10:8) | Rumunia | Főnix Csarnok, Debreczyn Widzów: 5 370 Sędzia: Zotin, Volodkov |
| 13 grudnia 201420:30 |       | 20:19(10:8) |         | Főnix Csarnok, Debreczyn Widzów: 5 370 Sędzia: Zotin, Volodkov |

| 15 grudnia 201416:00 | Hiszpania | 20:22(14:9) | Rumunia | Főnix Csarnok, Debreczyn Widzów: 1 500 Sędzia: Brunovský, Čanda |
| 15 grudnia 201416:00 |           | 20:22(14:9) |         | Főnix Csarnok, Debreczyn Widzów: 1 500 Sędzia: Brunovský, Čanda |

| 15 grudnia 201418:15 | Polska | 24:26(15:11) | Norwegia | Főnix Csarnok, Debreczyn Widzów: 2 500 Sędzia: Schulze, Tönnies |
| 15 grudnia 201418:15 |        | 24:26(15:11) |          | Főnix Csarnok, Debreczyn Widzów: 2 500 Sędzia: Schulze, Tönnies |

| 15 grudnia 201420:30 | Węgry | 20:23(9:11) | Dania | Főnix Csarnok, Debreczyn Widzów: 5 000 Sędzia: Bonaventura, Bonaventura |
| 15 grudnia 201420:30 |       | 20:23(9:11) |       | Főnix Csarnok, Debreczyn Widzów: 5 000 Sędzia: Bonaventura, Bonaventura |

| 17 grudnia 201416:00 | Polska | 19:24(9:11) | Rumunia | Főnix Csarnok, Debreczyn Widzów: 1 200 Sędzia: Erdoğan, Özdeniz |
| 17 grudnia 201416:00 |        | 19:24(9:11) |         | Főnix Csarnok, Debreczyn Widzów: 1 200 Sędzia: Erdoğan, Özdeniz |

| 17 grudnia 201418:15 | Hiszpania | 29:22(15:12) | Dania | Főnix Csarnok, Debreczyn Widzów: 3 000 Sędzia: Zotin, Volodkov |
| 17 grudnia 201418:15 |           | 29:22(15:12) |       | Főnix Csarnok, Debreczyn Widzów: 3 000 Sędzia: Zotin, Volodkov |

| 17 grudnia 201420:30 | Węgry | 29:25(15:11) | Norwegia | Főnix Csarnok, Debreczyn Widzów: 4 800 Sędzia: Jurinović, Mrvica |
| 17 grudnia 201420:30 |       | 29:25(15:11) |          | Főnix Csarnok, Debreczyn Widzów: 4 800 Sędzia: Jurinović, Mrvica |

### Grupa II (Zagrzeb)
| 14 grudnia 201415:45 | Niemcy | 20:27(10:12) | Czarnogóra | Arena Zagreb, Zagrzeb Widzów: 1 200 Sędzia: Opava, Válek |
| 14 grudnia 201415:45 |        | 20:27(10:12) |            | Arena Zagreb, Zagrzeb Widzów: 1 200 Sędzia: Opava, Válek |

| 14 grudnia 201418:00 | Szwecja | 29:26(12:14) | Francja | Arena Zagreb, Zagrzeb Widzów: 1 500 Sędzia: Marín, García |
| 14 grudnia 201418:00 |         | 29:26(12:14) |         | Arena Zagreb, Zagrzeb Widzów: 1 500 Sędzia: Marín, García |

| 14 grudnia 201420:15 | Holandia | 30:20(17:10) | Słowacja | Arena Zagreb, Zagrzeb Widzów: 1 200 Sędzia: Arntsen, Røen |
| 14 grudnia 201420:15 |          | 30:20(17:10) |          | Arena Zagreb, Zagrzeb Widzów: 1 200 Sędzia: Arntsen, Røen |

| 16 grudnia 201415:45 | Holandia | 27:31(13:15) | Czarnogóra | Arena Zagreb, Zagrzeb Widzów: 1 500 Sędzia: Florescu, Stoia |
| 16 grudnia 201415:45 |          | 27:31(13:15) |            | Arena Zagreb, Zagrzeb Widzów: 1 500 Sędzia: Florescu, Stoia |

| 16 grudnia 201418:00 | Szwecja | 31:22(17:11) | Słowacja | Arena Zagreb, Zagrzeb Widzów: 1 300 Sędzia: Horváth, Márton |
| 16 grudnia 201418:00 |         | 31:22(17:11) |          | Arena Zagreb, Zagrzeb Widzów: 1 300 Sędzia: Horváth, Márton |

| 16 grudnia 201420:15 | Niemcy | 24:24(13:10) | Francja | Arena Zagreb, Zagrzeb Widzów: 800 Sędzia: Stenrand, Birch |
| 16 grudnia 201420:15 |        | 24:24(13:10) |         | Arena Zagreb, Zagrzeb Widzów: 800 Sędzia: Stenrand, Birch |

| 17 grudnia 201415:45 | Szwecja | 29:30(18:13) | Czarnogóra | Arena Zagreb, Zagrzeb Widzów: 1 000 Sędzia: Horváth, Márton |
| 17 grudnia 201415:45 |         | 29:30(18:13) |            | Arena Zagreb, Zagrzeb Widzów: 1 000 Sędzia: Horváth, Márton |

| 17 grudnia 201418:00 | Niemcy | 36:22(17:10) | Słowacja | Arena Zagreb, Zagrzeb Widzów: 600 Sędzia: Arntsen, Røen |
| 17 grudnia 201418:00 |        | 36:22(17:10) |          | Arena Zagreb, Zagrzeb Widzów: 600 Sędzia: Arntsen, Røen |

| 17 grudnia 201420:15 | Holandia | 18:20(9:7) | Francja | Arena Zagreb, Zagrzeb Widzów: 600 Sędzia: Opava, Válek |
| 17 grudnia 201420:15 |          | 18:20(9:7) |         | Arena Zagreb, Zagrzeb Widzów: 600 Sędzia: Opava, Válek |

## Faza finałowa
Wszystkie mecze fazy finałowej odbyły się w hali Papp László Budapest Sportaréna w Budapeszcie.

### Mecz o 5. miejsce
| 19 grudnia 201415:30 | Węgry | 25:26(13:16) | Francja | Papp László Budapest Sportaréna, Budapeszt Widzów: 3 500 Sędzia: Opava, Válek |
| 19 grudnia 201415:30 |       | 25:26(13:16) |         | Papp László Budapest Sportaréna, Budapeszt Widzów: 3 500 Sędzia: Opava, Válek |

### Półfinały
|  | Półfinały                | Półfinały                |  |  |  | Finały                   | Finały                   |
|  |                          |                          |  |  |  |                          |                          |
|  |                          |                          |  |  |  |                          |                          |
|  | 19 grudnia – (Budapeszt) |                          |  |  |  |                          |                          |
|  | Norwegia                 | 29                       |  |  |  |                          |                          |
|  | Szwecja                  | 25                       |  |  |  | 21 grudnia – (Budapeszt) | 21 grudnia – (Budapeszt) |
|  |                          |                          |  |  |  | Norwegia                 | 28                       |
|  | 19 grudnia – (Budapeszt) | 19 grudnia – (Budapeszt) |  |  |  | Hiszpania                | 25                       |
|  | Hiszpania                | 19                       |  |  |  |                          |                          |
|  | Czarnogóra               | 18                       |  |  |  | 21 grudnia – (Budapeszt) | 21 grudnia – (Budapeszt) |
|  |                          |                          |  |  |  | Szwecja                  | 25                       |
|  |                          |                          |  |  |  | Czarnogóra               | 23                       |

| 19 grudnia 201418:00 | Hiszpania | 19:18(13:8) | Czarnogóra | Papp László Budapest Sportaréna, Budapeszt Widzów: 3 500 Sędzia: Brunovský, Čanda |
| 19 grudnia 201418:00 |           | 19:18(13:8) |            | Papp László Budapest Sportaréna, Budapeszt Widzów: 3 500 Sędzia: Brunovský, Čanda |

| 19 grudnia 201420:30 | Norwegia | 29:25(13:11) | Szwecja | Papp László Budapest Sportaréna, Budapeszt Widzów: 3 500 Sędzia: Jurinović, Mrvica |
| 19 grudnia 201420:30 |          | 29:25(13:11) |         | Papp László Budapest Sportaréna, Budapeszt Widzów: 3 500 Sędzia: Jurinović, Mrvica |

### Mecz o 3. miejsce
| 21 grudnia 201415:30 | Szwecja | 25:23(11:12) | Czarnogóra | Papp László Budapest Sportaréna, Budapeszt Widzów: 5 500 Sędzia: Arntsen, Røen |
| 21 grudnia 201415:30 |         | 25:23(11:12) |            | Papp László Budapest Sportaréna, Budapeszt Widzów: 5 500 Sędzia: Arntsen, Røen |

### Finał
| 21 grudnia 201418:00 | Norwegia | 28:25(10:12) | Hiszpania | Papp László Budapest Sportaréna, Budapeszt Widzów: 7 500 Sędzia: Bonaventura, Bonaventura |
| 21 grudnia 201418:00 |          | 28:25(10:12) |           | Papp László Budapest Sportaréna, Budapeszt Widzów: 7 500 Sędzia: Bonaventura, Bonaventura |

## Klasyfikacja końcowa
| Miejsce | Reprezentacja | Uwagi                                         |
| ------- | ------------- | --------------------------------------------- |
| złoto   | Norwegia      | awans do MŚ 2015 i IO 2016                    |
| srebro  | Hiszpania     | awans do IO 2016                              |
| brąz    | Szwecja       | awans do turnieju kwalifikacyjnego na IO 2016 |
| 4       | Czarnogóra    | awans do turnieju kwalifikacyjnego na IO 2016 |
| 5       | Francja       | -                                             |
| 6       | Węgry         | -                                             |
| 7       | Holandia      | -                                             |
| 8       | Dania         | -                                             |
| 9       | Rumunia       | -                                             |
| 10      | Niemcy        | -                                             |
| 11      | Polska        | -                                             |
| 12      | Słowacja      | -                                             |
| 13      | Chorwacja     | -                                             |
| 14      | Rosja         | -                                             |
| 15      | Serbia        | -                                             |
| 16      | Ukraina       | -                                             |

## Statystyki
| Miejsce | Zawodniczka         | Zespół     | Gole | Strzały | %   |
| ------- | ------------------- | ---------- | ---- | ------- | --- |
| 1       | Isabelle Gulldén    | Szwecja    | 58   | 89      | 65% |
| 2       | Cristina Neagu      | Rumunia    | 49   | 97      | 51% |
| 3       | Carmen Martín       | Hiszpania  | 46   | 65      | 71% |
| 4       | Katarina Bulatović  | Czarnogóra | 44   | 86      | 51% |
| 5       | Nora Mørk           | Norwegia   | 41   | 69      | 59% |
| 6       | Krisztina Triscsuk  | Węgry      | 39   | 53      | 74% |
| 7       | Nerea Pena          | Hiszpania  | 38   | 61      | 62% |
| 8       | Alexandra Lacrabère | Francja    | 37   | 73      | 51% |
| 9       | Heidi Løke          | Norwegia   | 37   | 51      | 73% |
| 10      | Ida Odén            | Szwecja    | 36   | 58      | 62% |

| Miejsce | Zawodniczka         | Zespół     | %   | Obrony | Strzały |
| ------- | ------------------- | ---------- | --- | ------ | ------- |
| 1       | Silje Solberg       | Norwegia   | 41% | 94     | 227     |
| 2       | Paula Ungureanu     | Rumunia    | 40% | 80     | 198     |
| 3       | Katja Schülke       | Niemcy     | 39% | 56     | 142     |
| 4       | Éva Kiss            | Węgry      | 38% | 72     | 188     |
| 4       | Sandra Toft         | Dania      | 38% | 62     | 163     |
| 6       | Amandine Leynaud    | Francja    | 36% | 56     | 157     |
| 6       | Silvia Navarro      | Hiszpania  | 36% | 89     | 247     |
| 8       | Marina Rajčić       | Czarnogóra | 34% | 21     | 62      |
| 8       | Marta Žderić        | Chorwacja  | 34% | 27     | 80      |
| 10      | Sonja Barjaktarović | Czarnogóra | 33% | 71     | 217     |

## Nagrody indywidualne
Nagrody indywidualne zdobyły:
| Najlepsza strzelczyni | Najlepsza bramkarka | Najlepsza lewoskrzydłowa | Najlepsza prawoskrzydłowa | Najlepsza lewa rozgrywająca | Najlepsza środkowa rozgrywająca | Najlepsza prawa rozgrywająca | Najlepsza obrotowa | MVP              |
| --------------------- | ------------------- | ------------------------ | ------------------------- | --------------------------- | ------------------------------- | ---------------------------- | ------------------ | ---------------- |
| Isabelle Gulldén      | Silje Solberg       | Maria Fisker             | Carmen Martín             | Cristina Neagu              | Kristina Kristiansen            | Nora Mørk                    | Heidi Løke         | Isabelle Gulldén |

Wyboru dokonano 21 grudnia, przed niedzielnymi spotkaniami o brązowy i złoty medal.